# يوجينة رفيعة
يوجينة رفيعة (الاسم العلمي: Eugenia angustissima) هي نوع من النباتات تتبع جنس اليوجينة من فصيلة الآسية.